# Минамиогуни
Минамиогуни (яп. 南小国町 Минамиогуни-мати) — посёлок в Японии, находящийся в уезде Асо префектуры Кумамото. Площадь посёлка составляет 115,90 км², население — 4172 человека (1 августа 2014), плотность населения — 36,00 чел./км².

## Географическое положение
Посёлок расположен на острове Кюсю в префектуре Кумамото региона Кюсю. С ним граничат города Асо, Хита, Такета, посёлки Огуни, Коконоэ и село Убуяма.

## Население
Население посёлка составляет 4172 человека (1 августа 2014), а плотность — 36,00 чел./км². Изменение численности населения с 1980 по 2005 годы:
| 1980 | 5319 чел. |  |
| 1985 | 5221 чел. |  |
| 1990 | 4973 чел. |  |
| 1995 | 4818 чел. |  |
| 2000 | 4657 чел. |  |
| 2005 | 4687 чел. |  |

## Символика
Деревом посёлка считается криптомерия, цветком — горечавка шероховатая, птицей — Cettia diphone.